# 陸澄 (正德進士)
陸澄（1491年—？），字元靜，一字清伯，浙江湖州府歸安縣人，軍籍，明朝政治人物。

## 生平
浙江鄉試第五十八名舉人。正德十二年（1517年）中式丁丑科會試第一百二名，登第三甲第二百三十名進士。陸澄跟随王守仁做学问，王守仁《传习录》多其所记。吏部观政，授刑部主事。嘉靖时，改任南京刑部主事，晋员外郎。大礼议，他极言追尊考兴献帝为非，逮入京都，罢归。《明伦大典》已定，张璁、桂萼掌大权，他上言自讼，说自己初为人误，责怪自己的老师王守仁，感到很大的悔恨。桂萼悦其言，请授他礼部员外郎，嘉靖帝见前疏厌恶他反复，贬到高州任通判，升佥事，後斥不用。

## 家族
曾祖陸孟昌；祖父陸義，曾任承事郎；父陸瓛，曾任承事郎。嫡母袁氏；生母倪氏。具庆下。兄陸津。弟陸瀾。